# 七尾城の戦い
七尾城の戦い（ななおじょうのたたかい）は、天正4年（1576年）11月から天正5年（1577年）9月にかけての越後の上杉謙信軍と能登畠山家の重臣・長続連率いる畠山軍の能登七尾城での戦い。この戦いで上杉軍が勝利し、能登は上杉家の支配下に入った。

## 発端

### 織田家と上杉家の関係

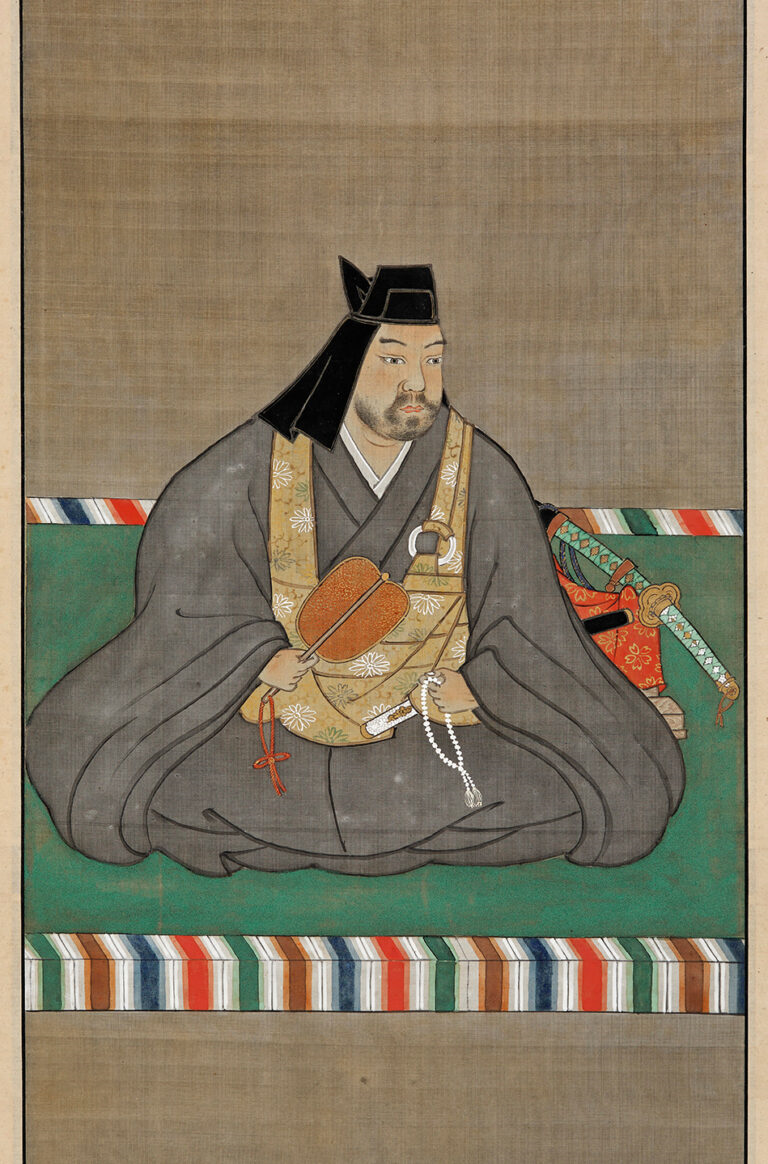
上杉謙信

元亀3年（1572年）、当時足利義昭が黒幕として蠢動していた信長包囲網により、反織田勢力に苦しめられていた織田信長は、西上作戦で東から圧力をかけていた甲斐の武田信玄に対抗するため、同じく信玄と敵対していた越後の上杉謙信と同盟を締結した。信長と謙信は伊勢、越中で一向一揆とも敵対しており、その上でも利害は一致していた。
しかし元亀4年（1573年）4月12日に信玄が西上作戦の途上で死去すると状況は一変する。この2年前には北条氏康も死去しており、2人の強敵が死去した事で関東方面に目を向ける必要性が縮小し、むしろ越中・加賀で一揆を続ける一向宗こそが大敵となりつつあった。そのため、天正2年（1574年）に関東に出陣して北条氏政と戦った後、謙信は上野厩橋城を中心とした関東を北条高広・景広父子に任せて、以後は北陸方面へ勢力拡大を目論みだす。
織田家では、天正3年（1575年）5月に信長が武田勝頼を長篠の戦いで破り、さらに8月には柴田勝家に越前侵攻を命じ、当時越前を支配していた石山本願寺の下間頼照ら1万2000人の宗徒を処刑させた。このため石山本願寺は危機感を強め、天正3年（1575年）6月に謙信に救援を求め、9月には越前一向一揆の残党が越中富山城の河田長親に救援を求めてきた。これらの要請に加え、信長の北陸方面への勢力拡大という現実的危機と利害の衝突から、天正4年（1576年）2月に謙信は信長との同盟を破棄し、5月に足利義昭の仲介を受けて顕如と和睦して同盟を締結し、反織田勢力の一員となった。

## 戦いの状況

### 能登守護・畠山家の内紛
天正4年（1576年）9月、謙信は2万と号する大軍を率いてまず越中に侵攻する。越中は、もともと河内能登畠山家が守護であったが、戦国時代に入ると守護代の神保氏、椎名氏らが力をつけて互いに覇権を争っていた。能登畠山家では畠山義綱が永禄9年（1566年）に家臣団によって追放され、その後釜として擁立された畠山義慶も天正2年（1574年）2月に不慮の死を遂げた。これは一説に家臣の遊佐続光と温井景隆による暗殺とも言われている。そしてその後を継いだ弟の畠山義隆も天正4年（1576年）に死去し、遂にはその義隆の子でまだ幼児の畠山春王丸が擁立されるなど著しく不安定であった。大義名分は、かつて畠山氏から人質として差し出されていた上条政繁を新たな畠山氏の当主として擁立し、かねてから乱れている能登の治安を回復するというものであった。

### 第1次七尾城の戦い

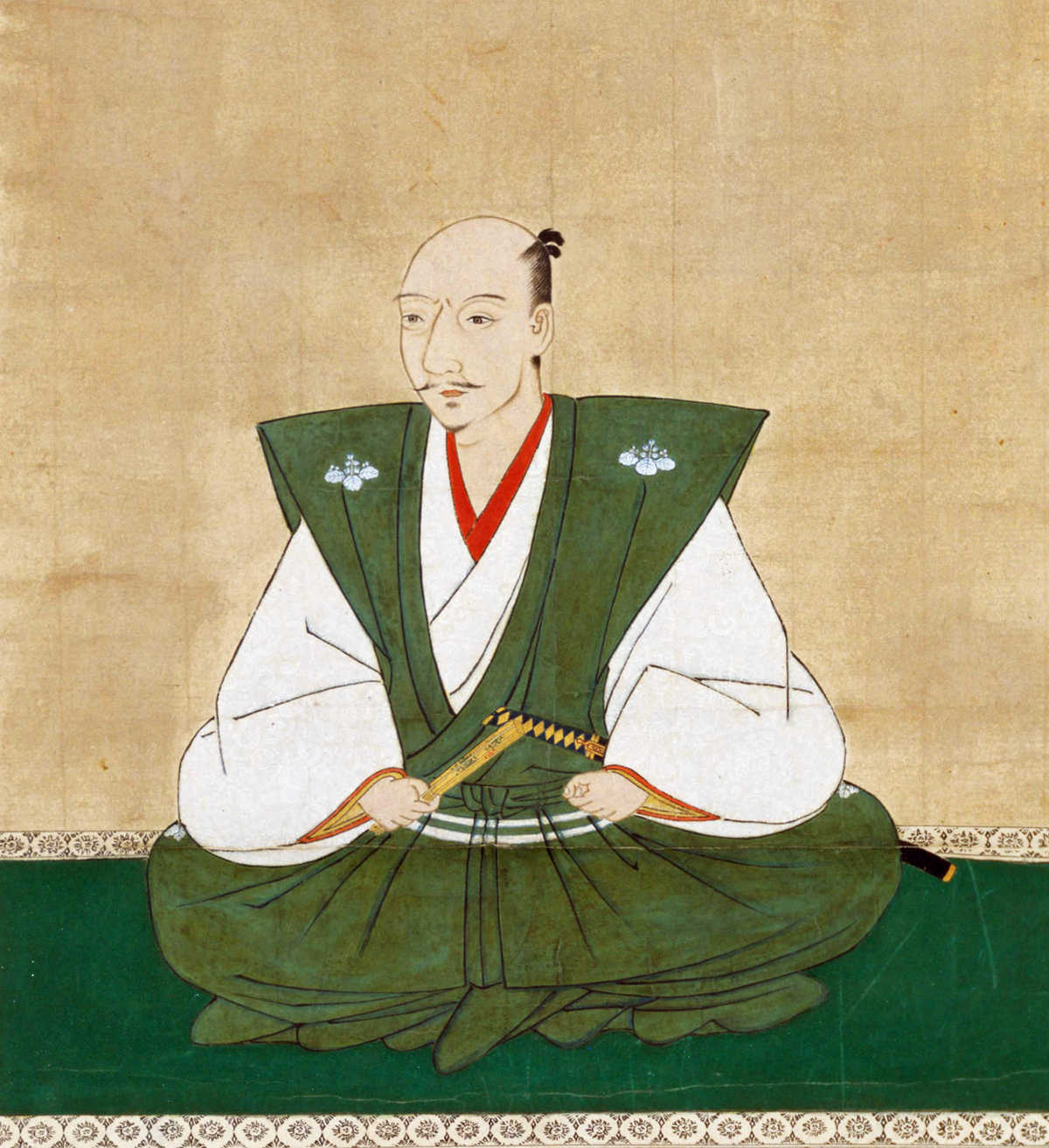
織田信長

これに対して能登畠山家中は謙信の介入を嫌い、対決する姿勢を鮮明にした。七尾城内では老臣筆頭の長続連以下兵2000での籠城戦と決定する。続連が七尾城の大手口、温井景隆が古府谷、遊佐続光が蹴落口をそれぞれ守備することを決めた。さらに続連は謙信の背後を撹乱するために、笠師村や土川村、長浦村などの領民に対して一揆を起こすように扇動したのである。ところが、謙信もかつて一向一揆に悩まされた経験から一揆に関する情報網があり、これらを全て鎮圧した上で七尾城を囲んだ。しかし、七尾城は畠山義総によって築かれた難攻不落さで縄張りも広く、春日山城にも匹敵する堅城だったためさすがの謙信も攻めあぐねていた。そこで七尾城を孤立させるためにその支城群に矛先を転じた。鹿島郡中島町谷内にある熊木城、珠洲市正院町川尻の黒滝城をはじめ、羽咋郡富来町八幡の富来城、羽咋郡富来町の城ヶ根山城、羽咋市柳田町にある粟生七郎の粟生城、鳳至郡柳田村国光にある牧野上総介の米山城などが、あっという間に落城し七尾城は孤立した。しかしそれでも、堅城を頼む七尾城の続連らは降伏しなかった。
越年して天正5年（1577年）に入り、3月に北条氏政が北関東方面に出兵したため、謙信は本国の仕置を兼ねていったん越後に帰国した。このとき、謙信は熊木城に三宝寺平四郎と斉藤帯刀・内藤久弥・七杉小伝次を、黒滝城に長景連を、穴水城に長沢光国と白小田善兵衛を、甲山城に轡田肥後と平子和泉を、富来城に藍浦長門を、石動山に上条織部と畠山将監をそれぞれ配置した。

### 畠山軍の反撃
謙信が越後に帰国すると、七尾城にあった畠山軍は即座に反撃を開始した。熊木城は畠山の家臣・甲斐庄親家の謀略で誘いに乗った斉藤帯刀が裏切りを起こし落城、七杉小伝次は自害し、三宝寺平四郎と内藤久弥は討ち死にした。富来城にも畠山の家臣・杉原和泉を総大将とした軍が押し寄せ、藍浦長門は捕らえられて処刑された。また、続連自身も自らの居城であった穴水城を奪還すべく出陣するなど、畠山軍は上杉留守部隊に攻勢をかけた。

### 第2次七尾城の戦い
閏7月、北条軍の侵攻は大規模なものではなく、領国の仕置を済ませた謙信は再び能登に出陣した。驚いた続連は、慌てて奪い返した各地の城を放棄して全兵力を以って七尾城に籠もった。さらにこの時続連は領民に対して徹底抗戦を呼びかけ、半ば強制的に領民を七尾城に籠もらせたのである。このため、城内は兵士と領民合わせて1万5000人近くの大人数となった。ちなみに、このように七尾城で慌てて再び籠城戦の準備がなされていたとき、穴水城の長沢光国と甲山城の轡田肥後が七尾に攻め寄せたが、逆に敗退している。
続連は謙信の再出兵に危機感を強め、僧籍にあった息子の長連龍を安土城の織田信長の許に使者として派遣し、援軍を要請した。信長は要請を了承し、8月8日に柴田勝家を総大将とした織田軍を能登に派遣した。
謙信は8月9日に織田軍の越前出兵を知り、加賀の一向宗の総領である七里頼周に対して救援を求める書状を送って織田軍の進軍妨害を求め、また石動山に本陣を置いて七尾城攻略を急いだ。
七尾城は堅城であったが、籠城戦が続く中、城内で疫病が起こり、畠山軍の兵士たちは戦いではなく、疫病で死ぬ者が相次いだ。幼君の畠山春王丸も籠城中に疫病で死去してしまった。窮した続連は小伊勢村の八郎右衛門に上杉軍に対して一揆を起こすように扇動した。ところが一揆はまたもや謙信によって事前に封じ込まれ、七尾城は落城寸前となった。
このような中で、かねてから親謙信派であった遊佐続光は、かねてからの謙信の呼びかけに応じ、仲間の温井景隆や三宅長盛兄弟らと結託して内応しようとしていた。もともと彼らは、親信長派として実権を自分たちから奪った続連を快く思わず、しかもこのまま抗戦しても勝機が無いと踏んだからである。遊佐・温井らは9月13日付で謙信に対して内応了承の書状を送った。この日は中秋の名月の日で、本陣で月見の宴を催していた謙信は「霜満軍営秋気清（霜は軍営に満ちて秋気清し）。数行過雁月三更（数行の過雁月三更）。越山併得能州景（越山併せ得たり能州の景）。遮莫家郷憶遠征（さもあらばあれ家郷遠征を憶うは）」という七言絶句、いわゆる『十三夜の詩』を口にしたと伝わっている。
9月15日、遊佐・温井・三宅らは十五夜の月の日に城内で反乱を起こし、城門を開けて上杉軍を招き入れた。この反乱によって続連とその子・長綱連、さらに綱連の弟・長則直や綱連の子・竹松丸と弥九郎ら長一族100余人はことごとく討たれてしまった。長一族で唯一生き残ったのは、信長のもとに援軍を要請に行った連龍と、綱連の末子である菊末丸のみであった。こうして七尾城は謙信の手に落ちた。能登も完全に謙信の支配下に入った。

## 戦後
その頃、織田の援軍を率いる柴田勝家の軍勢は遅々として進軍がはかどらなかった。一向一揆に加賀で進軍を妨害されていた事もあるが、8月17日に石山本願寺の包囲に加わっていた大和の松永久秀・久通父子が勝手に戦線を離脱して居城の信貴山城に立て籠もるという謀反が発生していたためでもあった。このため信長も本隊を率いて北陸出兵を計画していたが、久秀の説得と討伐が急務となり、信長による北陸出兵は中止となった。また、加賀に出兵した織田軍内で柴田勝家と羽柴秀吉が作戦上の対立を引き起こし、秀吉が無断で帰国するという事件も発生していた。このため織田軍の士気は上がらず、9月23日の手取川の戦いでは勝利の余勢を駆って加賀に進んだ上杉軍に攻め懸けられ散々に打ち破られた（手取川の戦い）。
この後、暫く能登は上杉勢力下だったが、天正6年（1578年）3月の謙信死後に上杉家中で御館の乱というお家騒動が発生し、能登国内の反上杉勢力や飛騨経由で越中に攻めこんだ織田勢力に圧迫され、結局能登は信長の手に帰した。